# 阿尔泰自然保护区
阿尔泰自然保护区（俄语：Алтайский заповедник）是俄罗斯西伯利亚南部阿尔泰山的一个自然保护区。它是联合国教科文组织世界遗产阿爾泰金山的一部分，它被认为是一个具有高度生物多样性的地区。它也被列入联合国教科文组织世界生物圈保護區網絡。长30公里的捷列茨科耶湖东岸也位於阿尔泰保护区內。